# Jan 69
Jan 69 je název krátkého filmu natočeného Stanislavem Milotou při pohřbu Jana Palacha 25. ledna 1969; nalezeného a pojmenovaného roku 2002. Jedná se o dokumentární záznam ve stylu filmové eseje sestříhaný na hudbu Leoše Janáčka a Antonína Dvořáka, jinak bez jakýchkoliv titulků či komentáře.

## Osud filmu
Film byl natočen v době postupující normalizace, proti které byl i Palachův protest namířen, proto byl osud tohoto materiálu těžce poznamenán hned od počátku. Milota natáčel vše, co se dělo v letech 1968–1969 (z tohoto materiálu mimo jiné vznikl film Zmatek, který měl premiéru také až po pádu komunismu). Ovšem k natáčení Jana 69 již nemohl použít služební kameru, tu sehnal produkční Jaromír Kallista, s dalšími prostředky potom pomohl ředitel barrandovského studia Vlastimil Harnach. Materiál, kterého byly asi 2000 m, byl poté sestříhán a vznikly dvě kopie, jedna zmizela a druhou odvezl Milota do Izraele, kde točil s Thomase Fantlem film Všichni se odvrátili. Po návratu byli Milota i Kallista z Barrandova vyhozeni.
O to, že druhá kopie zmizela a nebyla zničena StB, která vyvíjela snahu o zlikvidování veškerého materiálu pořízeného kolem politického dění konce 60. let, se postaral nejspíše především archivář a filmový historik Myrtil Frída spolu s dalšími laboranty, když kopii uložili do složitého systému Filmotéky Československého filmového ústavu. Zde – tedy již v Národním filmovém archivu – byl také o třicet tři let později nalezen a Milotou identifikován.
Měl premiéru v roce 2002 na Festivalu filmů o lidských právech v Moskvě, v Česku byl poprvé vysílán 19. ledna 2003 Českou televizí.